# 弗林德斯島 (南澳大利亞州)
弗林德斯島（英語：Flinders Island）是澳洲南澳大利亚州的島嶼，在大澳洲灣附近，面積約36平方公里。